# Rhomalorrhinus
Rhomalorrhinus är ett släkte av skalbaggar. Rhomalorrhinus ingår i familjen Brentidae.
Kladogram enligt Catalogue of Life:
| Rhomalorrhinus | \| \| Rhomalorrhinus depressus \| \| \| \| \| \| Rhomalorrhinus formosus \| \| \| \| |
|                | \| \| Rhomalorrhinus depressus \| \| \| \| \| \| Rhomalorrhinus formosus \| \| \| \| |
|                | Rhomalorrhinus depressus                                                             |
|                |                                                                                      |
|                | Rhomalorrhinus formosus                                                              |
|                |                                                                                      |